# Heinrich Eduard Heine
Heinrich Eduard Heine (ur. 18 marca 1821 w Berlinie, zm. 21 października 1881 w Halle) – niemiecki matematyk zajmujący się analizą. 

## Życiorys
Znany z definicji granicy funkcji, autor twierdzenia Heinego-Borela charakteryzującego zbiory zwarte w przestrzeni euklidesowej. Badał wielomiany Legendre'a, pracował nad funkcjami Bessela i teorią szeregów Fouriera. Sformułował pojęcie jednostajnej ciągłości funkcji. Uczeń Gaussa i Dirichleta.